# Okulovka

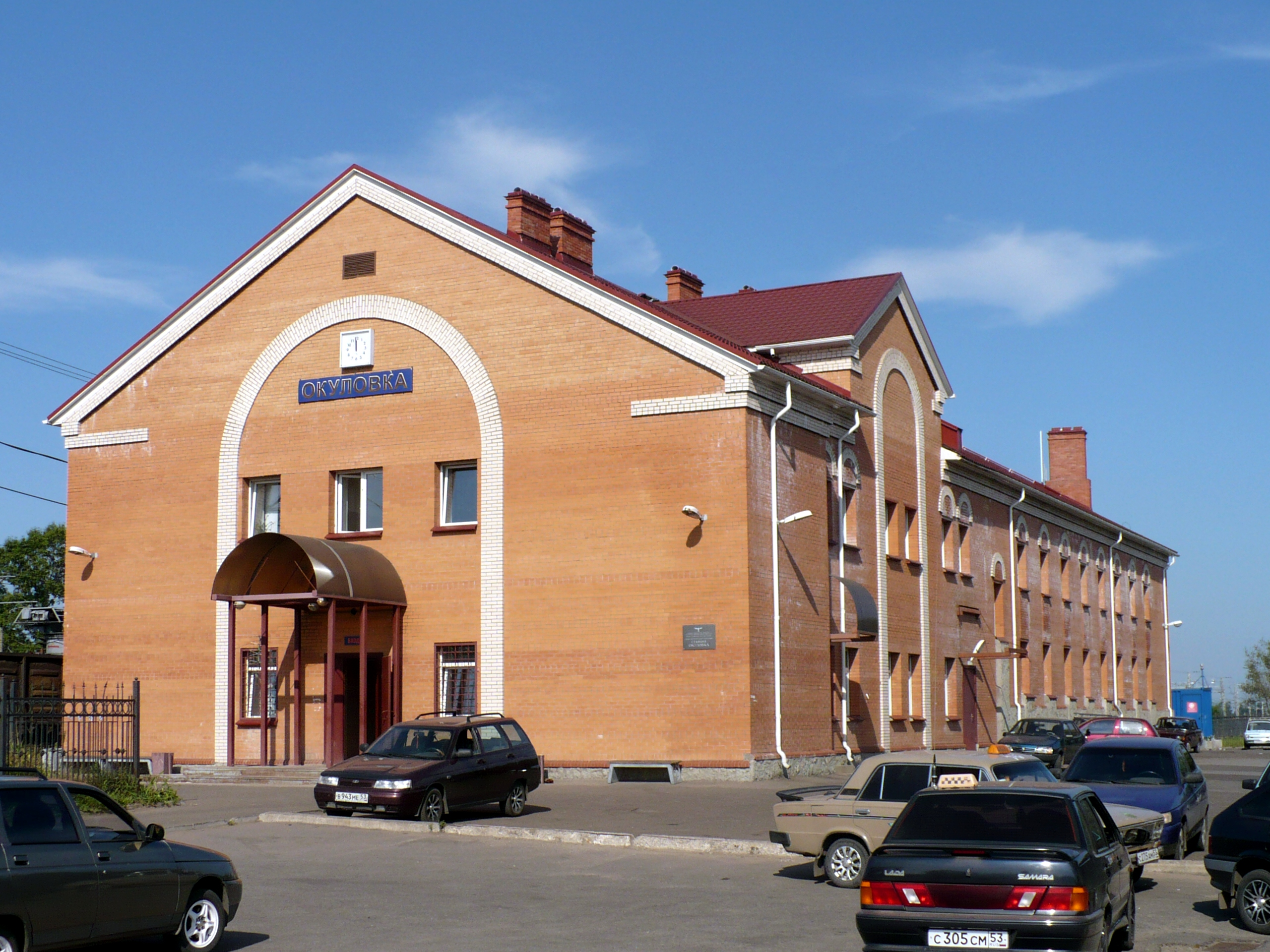
Järnvägsstationen i Okulovka.

Okulovka (ryska Окуловка) är en stad i Novgorod oblast i Ryssland. Staden ligger 140 km öster om Novgorod och hade 11 052 invånare i början av 2015.